# Liste des noms vernaculaires de rongeurs
 (septembre 2024).
Liste de carnivores 
- Haut – A
- B
- C
- D
- E
- F
- G
- H
- I
- J
- K
- L
- M
- N
- O
- P
- Q
- R
- S
- T
- U
- V
- W
- X
- Y
- Z

## A
- acouchi
- agouti
- alactaga (gerbille)
- anomalure
- athérure
- aulacode

## C
- cabiaï=capybara
- campagnol
- capybara=cabiaï
- castor
- castor de montagne
- chien de prairie
- chinchilla
- chozchoz
- cobaye
- cochon d'Inde
- coruro

## D
- dègue

## E
- écureuil
- écureuil antilope
- écureuil volant

## G
- gaufre  (ou gauphre)
- gerbille
- gerboise
- goundi

## H
- hamster
- hutia

## J
- jutia = hutia

## L
- lemming
- lérot
- lérotin
- lièvre sauteur
- loir

## M
- mara
- marmotte
- mulot

## O
- octodon

## P
- paca
- pacarana
- pétauriste
- polatouche
- porc-épic

## R
- ragondin
- rat
- rat chinchilla
- rat à crinière
- Rat épineux
- Rat des rochers
- rat musqué
- rat-taupe

## S
- siciste
- souris
- Souris pygmée
- souslik
- spermophile
- suisse

## T
- tamia
- tuco-tuco

## V
- viscache

## Z
- zapode
- zokor
- zyzomys